# Systena plicata
Systena plicata är en skalbaggsart som beskrevs av Willis Blatchley 1921. Systena plicata ingår i släktet Systena och familjen bladbaggar. Inga underarter finns listade i Catalogue of Life.